# Woodbury Heights
Woodbury Heights es un borough ubicado en el condado de Gloucester en el estado estadounidense de Nueva Jersey. En el año 2010 tenía una población de 3.055 habitantes y una densidad poblacional de 954,69 personas por km².

## Geografía
Woodbury Heights se encuentra ubicado en las coordenadas 39°48′59″N 75°09′03″O / 39.81639, -75.15083.

## Demografía
Según la Oficina del Censo en 2000 los ingresos medios por hogar en la localidad eran de $63,266 y los ingresos medios por familia eran $70,167. Los hombres tenían unos ingresos medios de $51,342 frente a los $33,220 para las mujeres. La renta per cápita para la localidad era de $24,001. Alrededor del 2.4% de la población estaba por debajo del umbral de pobreza.